# Ульяновський обласний театр ляльок імені В. М. Леонтьєвої
Ульяновський обласний театр ляльок імені В. М. Леонтьєвої (рос. Ульяновский областной театр кукол имени В. М. Леонтьевой) — обласний ляльковий театр у місті Ульяновську (Росія).

## Загальні дані
Заклад розташований в історичній будівлі за адресою:
вул. Гончарова, буд. 10, м. Ульяновськ-432700 (Росія).
Керівництво театром здійснюють директор Гаврилов Сергій Всеволодович і режисер Майсаков Михайло Олександрович. 

## З історії театру
Ляльковий театр в Ульяновську був заснований 1 квітня 1944 року під керівництвом Н.В. та М.Н. Місюри.
Вже наступного, 1945-го, театр отримав статус професіонального. 
12 жовтня 1948 Ульяновський обласний театр ляльок відкрив свій перший сезон у власному стаціонарному приміщенні (пам'ятка архітектури XIX ст.), тоді ж було сформовано постійну трупу, напрацьовано солідний репертуар.
Театр протягом його історії очолювали Місюра Н.В. (1944—48), Зотов Л.М. (1948—52), Нікітін В.А.
(1953—79), Гаврилова Л. (з 1987 року). 
Від 1991 року при театрі працює музей, де представлено не тільки ляльки, а й численні афіші, плакати.
У липні 2007 року обласному театру ляльок в Ульяновську присвоєно ім'я народної артистки СРСР Валентини Михайлівни Леонтьєвої.

## Репертуар і діяльність
Репертуар Ульяновського обласного театру ляльок імені В. М. Леонтьєвої складається, здебільшого, з постановок за казками народів світу; особливу увагу в репертуарі приділено класичній літературній казці — О. Пушкін, Г. К. Андерсен, А. Екзюпері тощо («Муха-Цокотуха», «Кошкин дом», «По щучьему велению», «Сказка о мертвой царевне», «Сказка о рыбаке и рыбке», «Аленький цветочек», «Золушка», «Щелкунчик», «Огниво», «Маленький принц» і багато інших вистав). Існують також дорослі спектаклі — «Зимняя сказка» В. Шекспіра, «Прелестная Галатея» Б. Гадор і С. Дарваш і деякі інші.
Ульяновські лялькарі виїздять зі своїми виставами на гастролі по містах Росії та за кордон.

## Виноски
1. ↑  Ульяновський обласний театр ляльок [Архівовано 2007-09-27 у Wayback Machine.] на www.theatreinform.ru Інформаційна база даних «Театри Росії» [Архівовано 2010-04-30 у Wayback Machine.] (рос.)
2. ↑  Решение Исполкома Ульяновского областного Совета депутатов трудящихся № 834 от 06.12.1973